# Веб-страница

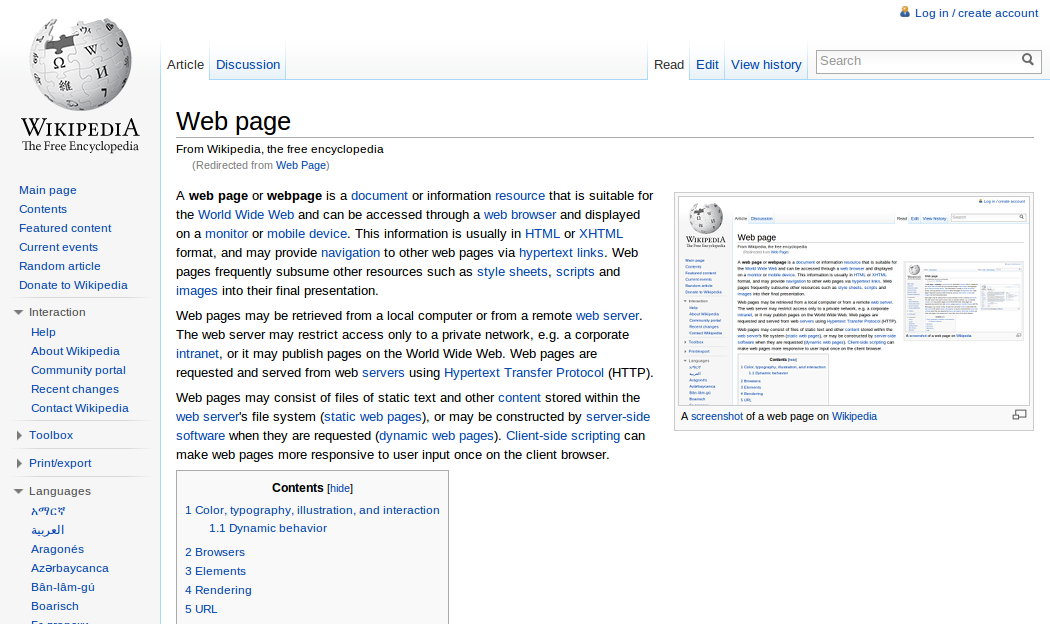
Скриншот веб-страницы английской Википедии

Веб-страни́ца (англ. Web page) — документ или информационный ресурс Всемирной паутины, доступ к которому осуществляется с помощью веб-браузера. Происходит от англ. web — паутина, сеть. Сеть не является Интернетом, она лишь использует Интернет как среду передачи информации и данных.
Типичная веб-страница представляет собой текстовый файл в формате HTML, который может содержать ссылки на файлы в других форматах (текст, графические изображения, видео, аудио, мультимедиа, апплеты, прикладные программы, базы данных, веб-службы и прочее), а также гиперссылки для быстрого перехода на другие веб-страницы или доступа к ссылочным файлам. Многие современные браузеры позволяют просмотр содержания ссылочных файлов непосредственно на веб-странице, содержащей ссылку на данный файл. Современные браузеры также позволяют прямой просмотр содержания файлов определённых форматов, в отрыве от веб-страницы, которая на них ссылается.
Информационно значимое содержимое веб-страницы обычно называется контентом (от англ. content — «содержание»).
Несколько веб-страниц, объединённых общей темой и дизайном, а также связанных между собой ссылками, образуют веб-сайт.

## Динамическая страница
Динамическая страница — веб-страница, сгенерированная программно, в отличие от статичной страницы, которая является просто файлом, лежащим на сервере. Содержимое статической страницы как правило неизменно (кроме элементов, подгружаемых с других ресурсов, например баннеров), динамическая страница может менять своё содержимое, выдаваемую пользователю информацию и вид в соответствии со своей задачей. Сервер генерирует HTML-код динамической страницы для обработки браузером или другим агентом пользователя.
Динамические страницы обычно обрабатывают и выводят информацию из базы данных. Наиболее популярные на данный момент технологии для генерации динамических страниц:
- PHP — Для серверов Apache и других под управлением GNU/Linux, других UNIX-подобных, и прочих ОС.
- JSP и Java Servlet — Для серверов Apache, JBoss, Tomcat под управлением различных ОС.
- ASP.NET — Для Microsoft Windows серверов под управлением IIS.

## Персональная интернет-страница
Персональная интернет-страница — веб-страница, представляющая (официально или нет) личность той или иной персоны или персонажа.
Предназначена для представления информации о человеке, его хобби, интересах, увлечениях для пользователей всемирной паутины.